# Drueved
Drueved (Itea virginica) er en løvfældende busk med en opret, stivgrenet vækst. Grene med jordkontakt slår rod, så en enkelt plante kan blive bestanddannende.

## Beskrivelse
Barken er først rødlig og håret, senere brunlig på solsiden og grøn på skyggesiden. Ældre grene er glatte og rødbrune, og til sidst bliver barken grå og spættet (som slangeskind). Knopperne er spredte, kegleformede og lyst rødbrune.
Bladene er elliptiske med fint takket rand. Oversiden er mat eller blankt græsgrøn, mens undersiden er lysegrøn. Bladene farves kraftigt røde om efteråret, og bliver siddende langt hen på vinteren. Blomstringen sker i juni, hvor man ser de små, hvide, regelmæssige 5-talsblomster sidde i lange endestillede og duftende klaser. Frugterne er kapsler med mange, kantede frø.
Rodnettet er kraftrigt med højtliggende og vidtudbredte hovedrødder. Grene med jordkontakt slår rod, så en enkelt plante kan blive bestanddannende.
Højde x bredde og årlig tilvækst: 2,40 x 2,00 m (30 x 25 cm/år).

## Hjemsted
Drueved vokser i sumpskove ved moser og langs vandløb og søer, hvor der ofte forekommer perioder med oversvømmelse.
I Blackwater Ecological Preserve (Isle of Wight County, Virginia) findes den sammen med bl.a. Konvalbusk, Leucothoë racemosa, Saururus cernuus, Tupelo og Virginsk Ambratræ.
| Portal | Portal:Botanik |